# Municipio Roma IV
Il Municipio Roma IV è la quarta suddivisione amministrativa di Roma Capitale.
È stato istituito dall'Assemblea capitolina con la delibera numero 11 dell'11 marzo 2013, sostituendo il precedente Municipio Roma V. La sede principale è in via Tiburtina 1163.

## Geografia fisica

### Territorio
Il territorio del municipio si sviluppa a est del centro storico lungo l'asse della via Tiburtina. I suoi confini sono: a nord la via Nomentana, a est il comune di Guidonia Montecelio, a sud il fiume Aniene, l'autostrada A24 e la ferrovia Roma-Sulmona-Pescara, a ovest la ferrovia Firenze-Roma.
Nel 2023 parte della zona urbanistica Tor Cervara è passata al Municipio Roma V.
Vi è insediata l'area industriale denominata Tiburtina Valley, che rimane il maggiore polo manifatturiero romano, sia pure soggetto al fenomeno della deindustrializzazione che sta sostituendo le vecchie fabbriche con servizi e centri commerciali; per arginare tale dinamica, è in corso di sviluppo il Polo tecnologico o Tecnopolo Tiburtino.

## Storia
L'area compresa tra la via Tiburtina e il fiume Aniene è stata abitata fin dalla preistoria, essendo un luogo di passaggio e di transumanza tra le montagne appenniniche e la costa tirrenica. Nel giacimento naturale su cui sorge il museo di Casal de' Pazzi, che corrisponde all'antico alveo del fiume, sono stati ritrovati alcuni resti fossili umani, oltre a moltissimi reperti faunistici, tra cui quelli importanti dell'elefante antico. 
I centri più importanti dell'antichità in questo territorio furono Caenina, il cui mitico re Acrone fu ucciso in duello da Romolo, e di cui si ignora l'esatta localizzazione, e Collatia, che recentemente è stata identificata nei pressi della Rustica. In epoca romana erano diffuse numerose villae, possedimenti rustici di media estensione con funzioni produttive a servizio della città (tra cui quella cosiddetta di Aquilio Regolo di età tardo repubblicana e quelle di Ripa Mammea e Tor Cervara con terrazze e approdi sull'Aniene). Vi erano anche alcune latomie, tra cui quelle famose di Salone, antiche cave di tufo e pozzolana.
Nel medioevo le villae furono riconvertite in domuscultae e fortificazioni, come nel resto dell'Agro romano. Successivamente il territorio fu disseminato di torri e casali, di alcuni dei quali rimane traccia nella toponomastica (Casal Bertone, Casal Bruciato, Casal de' Pazzi, casale di San Basilio, casale Cavallari, Casal Monastero, casale Caletto), oltre al castello della Cervelletta appartenuto alla famiglia Borghese.
Vari episodi storici riguardano ponte Mammolo, che nel VI secolo fu distrutto da Totila durante la guerra gotica, e successivamente ricostruito da Narsete. Nel 1111 sul ponte o nei pressi avvenne l'incontro tra l'imperatore Enrico V e papa Pasquale II durante la lotta per le investiture, e nel 1133 papa Innocenzo II passò di qui al ritorno dalla Francia, accompagnato da Lotario II; fu poi occupato nel 1433 da Antonio da Pontedera e nel 1485 da Paolo Orsini. Nel 1849 fu fatto saltare di nuovo durante l'assedio della Repubblica Romana e abbandonato; il nuovo ponte venne edificato più a valle da papa Pio IX nel 1853 rettificando la via Tiburtina, e ricostruito ancora nel 1871 dopo la battaglia di Mentana.
Nella seconda metà dell'ottocento iniziarono i primi cambiamenti rilevanti: la costruzione della tranvia Roma-Tivoli, in funzione fra il 1879 e il 1934 su via Tiburtina, i forti militari tra cui Forte Pietralata e Forte Tiburtina, la bonifica dei terreni paludosi intorno al fiume, quando iniziò la lotta contro la malaria con la distribuzione di chinino agli abitanti, anche grazie all'impegno di Angelo Celli e della moglie Anna Fraentzel. Durante l'occupazione tedesca nella seconda guerra mondiale, fu attiva la partecipazione degli abitanti alla Resistenza, che ebbe tra gli episodi più rilevanti l'eccidio di Pietralata.
Il tessuto urbanistico risale prevalentemente al secondo dopoguerra, eccetto alcune vecchie borgate degli anni trenta e quaranta, quali Pietralata, Ponte Mammolo, Tiburtino III e San Basilio, nonché il centro agricolo di Settecamini. La tipologia edilizia della parte più vicina al centro è quella intensiva, con palazzi alti e pochissimo verde tipica degli anni cinquanta e sessanta (Casal Bertone, Portonaccio, Casal Bruciato). L'unica eccezione sono le costruzioni dell'INA-Casa a Casal Bruciato (lungo via Tiburtina) e Ponte Mammolo (tra via Tiburtina e l'Aniene), con case in linea, a torre e a schiera dal disegno urbano originale realizzate dai migliori architetti "neorealistici" dell'epoca, tra cui Mario Ridolfi e Ludovico Quaroni. In quei decenni i quartieri sono raccontati nelle opere di Pier Paolo Pasolini (che abitò a Ponte Mammolo) e di Albino Bernardini (il "maestro di Pietralata").
Man mano che ci si allontana verso la periferia prevalgono invece quartieri più estensivi con maggiore dotazione di verde pubblico, costruiti secondo i piani di zona della legge 167/1962 (Colli Aniene, Verderocca, Casal de' Pazzi, Torraccia, Casal Monastero, Casal Bianco). Rimane comunque un'ampia estensione di territorio non edificato, in parte legato all'ex SDO di Pietralata, che nel nuovo Piano Regolatore Generale del comune è destinato a diventare centralità metropolitana insieme all'area intorno al nodo di scambio di Ponte Mammolo. L'area dell'ex SDO è anche interessata dal progetto del nuovo stadio della A.S. Roma.

## Monumenti e luoghi d'interesse
- Tratti non interrati dell'acquedotto Vergine, presso via Collatina e via di Pietralata[17]
- Resti del vecchio ponte Mammolo romano, ricostruito più a valle da papa Pio IX nel 1853 e poi nel 1871
- Basilica e catacombe di Sant'Alessandro[18]
- Casale della Cervelletta[19]
- Casal de' Pazzi
- Forte Pietralata e Forte Tiburtina

### Aree naturali
- Riserva naturale della Valle dell'Aniene[20]
- Parco regionale urbano di Aguzzano[21]
- Parco archeologico Tiburtino-Collatino

## Società

### Istituzioni, enti e associazioni
- Carcere giudiziario di Rebibbia
- Ospedale Sandro Pertini
- Studios televisivi e cinematografici, ex De Paolis Industria Cinematografica Romana
- Tecnopolo Tiburtino

## Cultura

### Biblioteche
- Biblioteca Comunale Vaccheria Nardi
- Biblioteca del Centro Culturale "Aldo Fabrizi"
- Biblioteca "Fabrizio Giovenale" del Centro di Cultura Ecologica-Archivio ambientalista Casale Alba 3

### Musei
- Museo di Casal de' Pazzi[22]
- Casa internazionale della Poesia "Pier Paolo Pasolini"

## Geografia antropica

### Urbanistica
Nel territorio del Municipio insistono le seguenti aree urbane e semplici toponimi:
- Casal Bianco, Casal Monastero, Casale Cavallari, Colli Aniene, Collina Lanciani, Monti Tiburtini, Podere Rosa, Portonaccio, Prato Lauro, Rebibbia, Salone, San Cleto, Tiburtino III, Torraccia e Verderocca.

### Suddivisioni storiche
Nel territorio del Municipio insistono i seguenti comprensori toponomastici di Roma Capitale:
Quartieri
- Q. VI Tiburtino, Q. XXI Pietralata, Q. XXII Collatino, Q. XXIX Ponte Mammolo e Q. XXX San Basilio

Zone
- Z. VI Settecamini, Z. VII Tor Cervara, Z. VIII Tor Sapienza e Z. IX Acqua Vergine

### Suddivisioni amministrative
La suddivisione urbanistica del territorio comprende le dieci zone urbanistiche dell'ex Municipio Roma V e la sua popolazione è così distribuita:
| Municipio Roma IV  | Municipio Roma IV | Municipio Roma IV | Municipio Roma IV |
| Denominazione      | Superficie        | Abitanti          |                   |
| ------------------ | ----------------- | ----------------- | ----------------- |
| 5A Casal Bertone   | 1,32 km²          | 15 770            |                   |
| 5B Casal Bruciato  | 2,53 km²          | 21 026            |                   |
| 5C Tiburtino Nord  | 3,53 km²          | 19 404            |                   |
| 5D Tiburtino Sud   | 2,8 km²           | 22 599            |                   |
| 5E San Basilio     | 6,14 km²          | 24 507            |                   |
| 5F Tor Cervara     | 3,64 km²          | 2 816             |                   |
| 5G Pietralata      | 2,23 km²          | 13 197            |                   |
| 5H Casal de' Pazzi | 4,95 km²          | 26 389            |                   |
| 5I Sant'Alessandro | 11,45 km²         | 10 557            |                   |
| 5L Settecamini     | 10,34 km²         | 12 607            |                   |
| Non localizzati    | –                 | 4 412             |                   |
| Totale             | 48,93 km²         | 173 284           |                   |

### Frazioni
Nel territorio del Municipio insistono due sole frazioni di Roma Capitale:
- Case Rosse e Settecamini. Da quest'ultima prende il nome l'intera zona VI.

## Infrastrutture e trasporti
|  | È raggiungibile dalla stazione di Roma Tiburtina. |

|  | È raggiungibile dalle stazioni di Roma Tiburtina, Serenissima, Palmiro Togliatti e Lunghezza. |

Il Trasporto pubblico è assicurato da numerosi punti di accesso alle linee su ferro, oltre che da molte linee di autobus:
- 7 stazioni della Linea B della metropolitana sorgono dentro il Municipio o ai suoi confini, compreso il nodo di scambio di Ponte Mammolo con i capolinea dei bus extraurbani Cotral sulle direttrici Tiburtina e Prenestina. È in progettazione il prolungamento con le due nuove stazioni di San Basilio e Casal Monastero[24].
- La Stazione Tiburtina sorge al margine occidentale del Municipio, garantendo un facile accesso alla ferrovia regionale FL1, all'Alta velocità Milano-Napoli e a numerosi altri collegamenti nazionali e internazionali tramite pullman e ferrovie.
- Il percorso della ferrovia regionale FL2 è in gran parte esterno ma molto prossimo al territorio del Municipio.

### Mobilità urbana
La mobilità stradale è centrata in direzione radiale sulla SS5 Tiburtina, in corso di raddoppio tra Rebibbia e Setteville di Guidonia, e sul tratto urbano dell'autostrada A24, che intersecano il Grande Raccordo Anulare. Altri collegamenti tangenziali sono gli assi di via dei Monti Tiburtini-via Fiorentini, viale Kant-viale Togliatti, via del Casale di San Basilio-via di Tor Cervara.

## Amministrazione
| Periodo         | Periodo         | Primo cittadino      | Partito                               | Carica      | Note                |
| --------------- | --------------- | -------------------- | ------------------------------------- | ----------- | ------------------- |
| 1972            | 1976            | Pietro Nicolucci     | Democrazia Cristiana                  | Presidente  | ex V Circoscrizione |
| 1976            | aprile 1981     | Gennaro Lopez        | Partito Comunista Italiano            | Presidente  | ex V Circoscrizione |
| aprile 1981     | maggio 1985     | Walter Tocci         | Partito Comunista Italiano            | Presidente  | ex V Circoscrizione |
| maggio 1985     | ottobre 1989    | Angelo Zola          | Partito Comunista Italiano            | Presidente  | ex V Circoscrizione |
| ottobre 1989    | 6 dicembre 1993 | Mario Pisano         | Partito Socialista Italiano           | Presidente  | ex V Circoscrizione |
| 6 dicembre 1993 | 28 maggio 2001  | Loredana Mezzabotta  | PDS / DS                              | Presidente  | ex V Circoscrizione |
| 28 maggio 2001  | 10 giugno 2013  | Ivano Caradonna      | DS / PD / Alleanza per l'Italia / PSI | Presidente  | ex Municipio V      |
| 10 giugno 2013  | 21 giugno 2016  | Emiliano Sciascia    | Partito Democratico                   | Presidente  |                     |
| 21 giugno 2016  | 13 maggio 2020  | Roberta Della Casa   | Movimento 5 Stelle                    | Presidente  | Decaduta            |
| 13 maggio 2020  | 17 ottobre 2021 | Virginia Raggi       | Movimento 5 Stelle                    | Commissario |                     |
| 18 ottobre 2021 | in carica       | Massimiliano Umberti | Partito Democratico                   | Presidente  | [ 41 ]              |